# 豐慶
豐慶（1413年—？），字文慶，號簡菴，浙江宁波府鄞县人。明朝政治人物。官至南京工部侍郎。

## 生平
南宋吏部尚书豐稷十二世孙。父亲丰初，又名寅初，字复初，号复斋，官至江西德化縣學教谕，享寿105岁，逝世于应天（今南京）。豐慶自江西参加鄉試，考中第六名。正統四年（1439年）中式進士。授兵科给事中，曾谏明景帝南城和易储等事，言辞恳切，一针见血，因而入冤狱七年。英宗复辟后，升任河南布政使、南京工部右侍郎，因廉洁而闻名。因家族累世为鄞县人，想将父亲归葬鄞县，于是辞官归里，定居甬上。

## 家族
家族自北宋累世官宦，全祖望称“世知甬上四大姓，重圭累衮，丰氏与其一，而不知三百年之学统，绵绵延延，丰氏必参其间”。曾祖父豐茂四。祖父豐仁一。
子丰耘，官湖口县学教授。孙丰熙，弘治十二年（1499年）殿试榜眼。曾孙丰坊，明正德十四年（1519年）登解元（乡试第一），嘉靖二年（1523年）登进士。五世孙丰建，字基仲，天启五年（1625年）登进士。

## 典故
- 《丰庆智退银烛》

豐慶曾復豐稷故園。

## 遗物
- 《宁波府重修儒学记》，明成化二年四月丰庆书丹、金堤篆额，今藏浙江宁波明州碑林。